# Севастиан (Пашкану)
Епи́скоп Севастиа́н (рум. Episcop Sebastian, в миру Сорин Петрикэ Пашкану, рум. Sorin Petrică Paşcanu; 5 ноября 1966) — епископ Румынской православной церкви, епископ Слатинский и Романацкий.

## Биография
Родился 5 ноября 1966 года в городе Морень жудеца Дымбовица в Румынии, вторым из трёх детей в семье Георгия и Марии Пашкану. В 1973—1981 годы учился в начальной школе и гимназии в селе Миниерь жудеца Прахова. В 1981—1983 годы обучался в Экономическом лицее в Плоешти.
В 1983 году поступил в духовную семинарию в Монастыре Нямц, которую окончил в 1988 году.
В том же году в Скиту Красна принял монашество с именем Севастиан, был рукоположен в сан иеродиакона в жудеце Прахова.
С того же года обучался на факультете православного богословия Бухарестского университета, который окончил в 1992 году. В том же году поступил в докторантуру богословского факультета Университета Аристотеля в Салониках в Греции.
В 1996 году был рукоположен в сан иеромонаха и определён настоятелем Скита Красна. Проходил это послушание до 1999 года. Вместе с приходским священником выстроил в селе, где прошло его детство, первый православный храм.
В 1997 году закончил докторантуру, получив степень доктора богословия за диссертацию «Румынское литургическое богословие в XX веке».
В том же году был назначен экзархом (благочинным) монастырей Бухарестской архиепископии. Служил на этом посту до 2001 года.
В 1998 году был возведён в сан протосинкелла, а 14 сентября 2000 года в Монастыре Анфим в Бухаресте — в сан архимандрита.
22 февраля 2001 года решением Священного синода Румынской православной церкви избран викарием Бухарестской архиепископии с титулом «Илфовский». 23 марта 2001 года избрание было утверждено указом президента Румынии. 25 марта 2001 года в храме святого Спиридона Нового был рукоположен во епископа Илфовского, викария Бухарестской архиепископии. Хиротонию совершили: патриарх Румынский Феоктист, митрополит Олтенский Феофан (Саву), архиепископ Томисский Феодосий (Петреску), архиепископ Тырговиштский Нифон (Михэйцэ), епископ Бузэуский Епифаний (Норочел), епископ Плоештский Викентий (Грифони), епископ Синайский Амвросий (Мелякэ), епископ Бырлэдский Корнилий (Онилэ).
Координировал Епархиальную канцелярию и ряд епархиальных отделов: секретариат, церковно-административный, экономический, памятников и церковных построек, инспекционный, административно-хозяйственный.
5 марта 2008 года решением Священного Синода румынской православной церкви был избран правящим епископом Слатининской и Романацкой епархии, став первым правящим епископом после учреждения кафедры. Его интронизация состоялась 25 марта того же года в церкви Успения Пресвятой Богородицы в Слатине.
Устроил епархиальный центр, где разместились все епархиальные отделы; создал епископскую резиденцию; переустроил благочиния епархии.

## Награды
- Командор ордена «За заслуги перед культурой»[рум.] в категории G «Культы» (2004, Румыния)[6]